# 크라스니술린

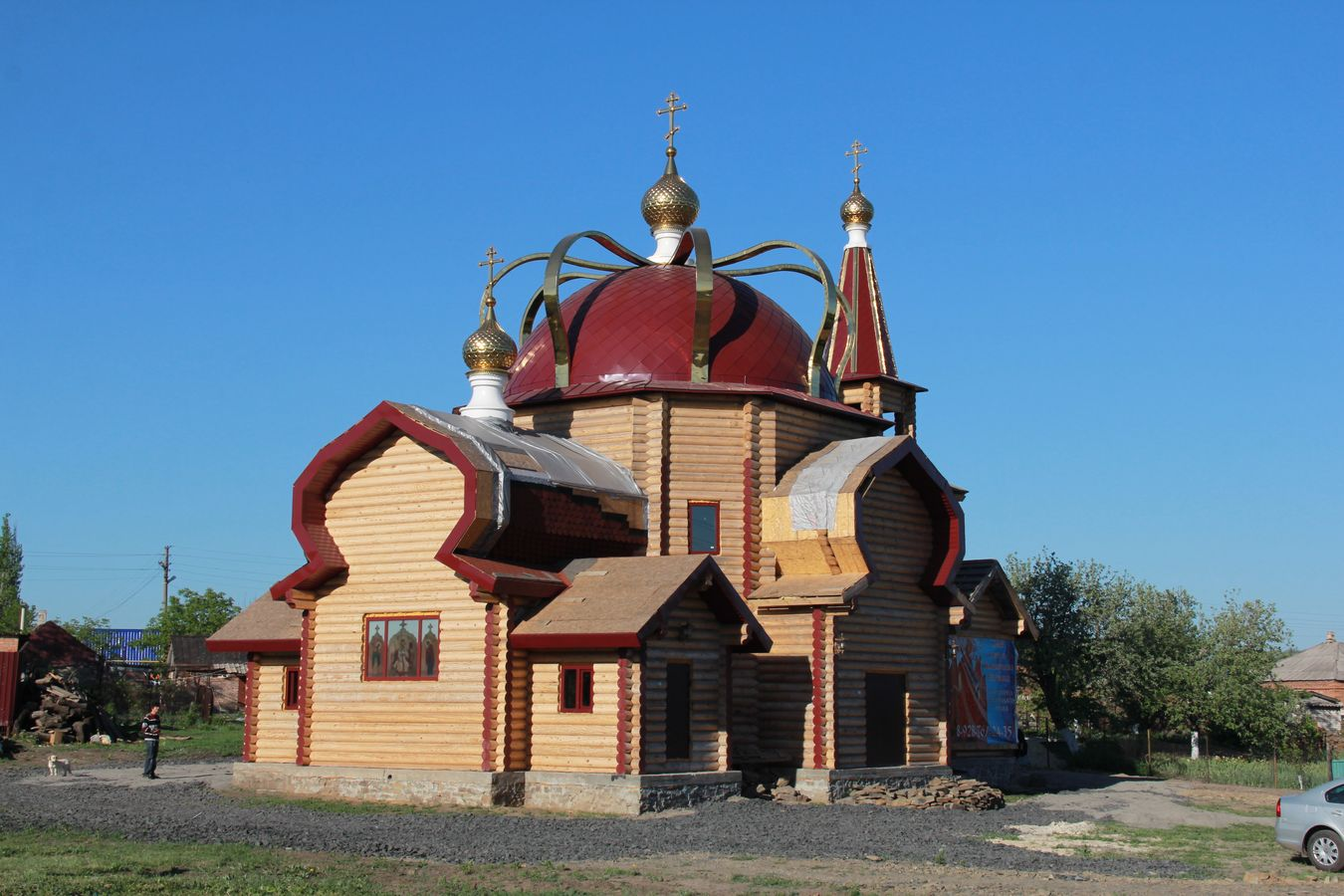

크라스니술린(러시아어: Кра́сный Сулин)은 로스토프 주에 위치한 도시이다. 2002년의 인구는 4만4,187명이다.